# Indianapolis 500 in 1929

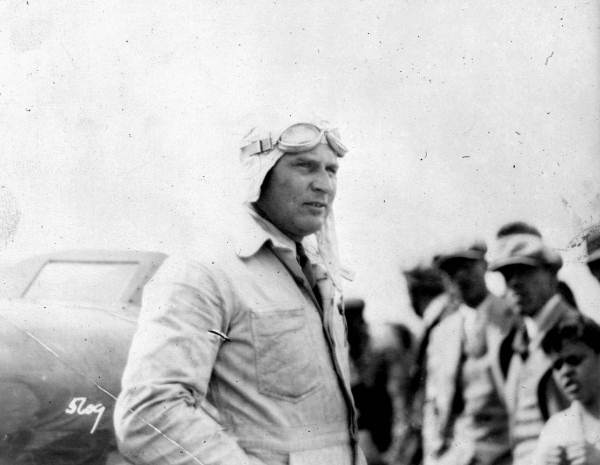
Ray Keech

De 17e Indianapolis 500 werd gereden op donderdag 30 mei 1929 op de Indianapolis Motor Speedway. Amerikaans coureur Ray Keech won de race. Tijdens de 14e ronde kwam Bill Spence met zijn wagen tegen de binnenmuur van het circuit terecht en overleed aan de gevolgen van het ongeluk.

## Startgrid
| Rij | Binnen          | Midden         | Buiten          |
| --- | --------------- | -------------- | --------------- |
| 1   | Cliff Woodbury  | Leon Duray     | Ralph Hepburn   |
| 2   | Babe Stapp      | Pete DePaolo   | Ray Keech       |
| 3   | Billy Arnold    | Louis Meyer    | Deacon Litz     |
| 4   | Russ Snowberger | Tony Gulotta   | Bill Spence     |
| 5   | Lou Moore       | Louis Chiron   | Jules Moriceau  |
| 6   | Johnny Seymour  | Peter Kreis    | Phil Shafer     |
| 7   | Bob McDonogh    | Ernie Triplett | Freddy Winnai   |
| 8   | Fred Frame      | Jimmy Gleason  | Wesley Crawford |
| 9   | Carl Marchese   | Frank Farmer   | Herman Schurch  |
| 10  | Speed Gardner   | Frank Brisko   | Rick Decker     |
| 11  | Albert Karnatz  | Cliff Bergere  | Bill Lindau     |

## Race
| #                                  | Coureur         | Auto              | Ronden | Opgave           |
| ---------------------------------- | --------------- | ----------------- | ------ | ---------------- |
| 1                                  | Ray Keech       | Miller            | 200    |                  |
| 2                                  | Louis Meyer     | Miller            | 200    |                  |
| 3                                  | Jimmy Gleason   | Duesenberg        | 200    |                  |
| 4                                  | Carl Marchese   | Miller            | 200    |                  |
| 5                                  | Freedy Winnai   | Duesenberg        | 200    |                  |
| 6                                  | Speed Gardner   | Miller            | 200    |                  |
| 7                                  | Louis Chiron    | Delage            | 200    |                  |
| 8                                  | Billy Arnold    | Miller            | 200    |                  |
| 9                                  | Cliff Bergere   | Miller            | 200    |                  |
| 10                                 | Fred Frame      | Cooper-Miller     | 193    |                  |
| 11                                 | Frank Brisco    | Miller            | 180    |                  |
| 12                                 | Phil Shafer     | Miller            | 150    |                  |
| 13                                 | Lou Moore       | Miller            | 198    | Mechanisch       |
| 14                                 | Frank Farmer    | Miller            | 140    | Mechanisch       |
| 15                                 | Wesley Crawford | Fengler-Miller    | 127    | Mechanisch       |
| 16                                 | Peter Kreis     | Detroit-Miller    | 91     | Mechanisch       |
| 17                                 | Tony Gulotta    | Miller            | 91     | Mechanisch       |
| 18                                 | Bob McDonogh    | Miller            | 74     | Mechanisch       |
| 19                                 | Bill Lindau     | Miller            | 70     | Mechanisch       |
| 20                                 | Herman Schurch  | Miller            | 70     | Mechanisch       |
| 21                                 | Johnny Seymour  | Cooper-Miller     | 65     | Mechanisch       |
| 22                                 | Leon Duray      | Miller            | 65     | Mechanisch       |
| 23                                 | Rick Decker     | Miller            | 61     | Mechanisch       |
| 24                                 | Deacon Litz     | Miller            | 56     | Mechanisch       |
| 25                                 | Albert Karnatz  | Miller            | 50     | Mechanisch       |
| 26                                 | Ernie Triplett  | Duesenberg        | 48     | Mechanisch       |
| 27                                 | Russ Snowberger | Cooper-Miller     | 45     | Mechanisch       |
| 28                                 | Babe Stapp      | Duesenberg-Miller | 40     | Mechanisch       |
| 29                                 | Jules Moriceau  | Amilcar           | 30     | Ongeval          |
| 30                                 | Pete DePaolo    | Miller            | 25     | Mechanisch       |
| 31                                 | Ralph Hepburn   | Miller            | 14     | Mechanisch       |
| 32                                 | Bill Spence     | Duesenberg        | 14     | Dodelijk ongeval |
| 33                                 | Cliff Woodbury  | Miller            | 3      | Ongeval          |
| Gemiddelde snelheid : 157,048 km/h |                 |                   |        |                  |